# Osnovni izrek infinitezimalnega računa
Osnovni izrek infinitezimalnega računa (tudi osnovni izrek matematične analize) podaja povezavo med odvodom, nedoločenim integralom in določenim integralom.
Prvi delni dokaz tega izreka je objavil James Gregory (1638-1675), dopolnjeno različico dokaza pa je sestavil Isaac Barrow (1630-1677). Širšo teorijo infinitezimalnega računa sta sestavila istočasno in neodvisno drug od drugega Isaac Newton (1643–1727) in Gottfried Wilhelm Leibniz (1646–1716).

## Intuitivno ozadje
Eden od glavnih problemov integralskega računa je seštevanje infinitezimalno majhnih količin. 
Za zgled si poglejmo preprost fizikalni problem: telo, ki se neenakomerno giblje. V infinitezimalno majhnem času dt opravi infinitezimalno majhno pot ds. Razmerje med ds in dt je fizikalno gledano enako hitrosti v določenem trenutku:
{\displaystyle {\frac {\mathrm {d} s}{\mathrm {d} t}}=v(t)\!\,.}
Matematično gledano pa je to odvod poti s kot funkcije časa (zapis ds/dt je Leibnizov način za zapis odvoda funkcije s po spremenljivki t). Če enačbo preuredimo, dobimo:
{\displaystyle \mathrm {d} s=v(t)\,\mathrm {d} t\!\,.}
Zdaj se vprašajmo, kolikšna je celotna pot, ki jo opravi telo. Celotna pot s je seštevek vseh delnih poti ds. Ta seštevek označimo z integralskim znakom, ki izhaja iz velike črke S (S kot suma, seštevek). Če seštevamo delne poti ds seveda dobimo isto, kot če seštevamo ustrezne izraze v(t) dt:
{\displaystyle s=\int \mathrm {d} s=\int v(t)\,\mathrm {d} t\!\,.}
To pomeni, da je rezultat integrala funkcija s, katere odvod je funkcija v(t).

## Matematična formulacija
Osnovni izrek infinitezimalnega računa po navadi formuliramo v dveh korakih

### Prvi korak
Naj bo realna funkcija f na intervalu [a,b] zvezna. Definirajmo novo funkcijo F s formulo:
{\displaystyle F(x)=\int _{a}^{x}f(t)\,\mathrm {d} t\!\,.}
Izkaže se, da je funkcija F na [a,b] odvedljiva in njen odvod je enak funkciji f:
{\displaystyle F'(x)=f(x)\!\,.}
Torej: če določeni integral {\displaystyle \int _{a}^{x}f(t)\,\mathrm {d} t} odvajamo glede na zgornjo mejo, dobimo kot rezultat f. To pomeni, da sta odvod in integral med seboj nasprotni operaciji.

### Drugi korak
Naj bo realna funkcija f na intervalu [a,b] zvezna. Z nedoločenim integralom dobimo primitivno funkcijo in jo označimo F:
{\displaystyle F(x)=\int f(x)\,\mathrm {d} x\!\,,} oziroma {\displaystyle F'(x)=f(x)\!\,.}
Potem za določeni integral velja:
{\displaystyle \int _{a}^{b}f(x)\,\mathrm {d} x=F(b)-F(a)\!\,.}
To zvezo imenujemo Newton-Leibnizova formula.

## Zgled
Recimo, da želimo izračunati ploščino lika, ki ga omejujeta abscisna os in graf funkcije f(x) = sin x med dvema zaporednima ničlama (glej sliko).
Ploščina je enaka določenemu integralu funkcije f(x) = sin x na intervalu [0,π]. Določeni integral izračunamo tako, da najprej s pomočjo nedoločenega integrala izračunamo primitivno funkcijo F(x) = −cos x + C in potem uporabimo Newton-Leibnizovo formulo F(b) − F(a) (pri tem se člen C uniči, zato ga po navadi sploh ne zapišemo):
{\displaystyle p=\int _{0}^{\pi }\sin x\,\mathrm {d} x=\left.-\cos x\right|_{0}^{\pi }=-\cos \pi -(-\cos 0)=2\!\,.}
Torej je ploščina osenčenega lika enaka 2.